# Camaret-sur-Mer
Camaret-sur-Mer är en kommun i departementet Finistère i regionen Bretagne i västra Frankrike. Kommunen ligger i kantonen Crozon som tillhör arrondissementet Châteaulin. År 2022 hade Camaret-sur-Mer 2 448 invånare.

## Befolkningsutveckling
Antalet invånare i kommunen Camaret-sur-Mer
Referens:INSEE

## Galleri

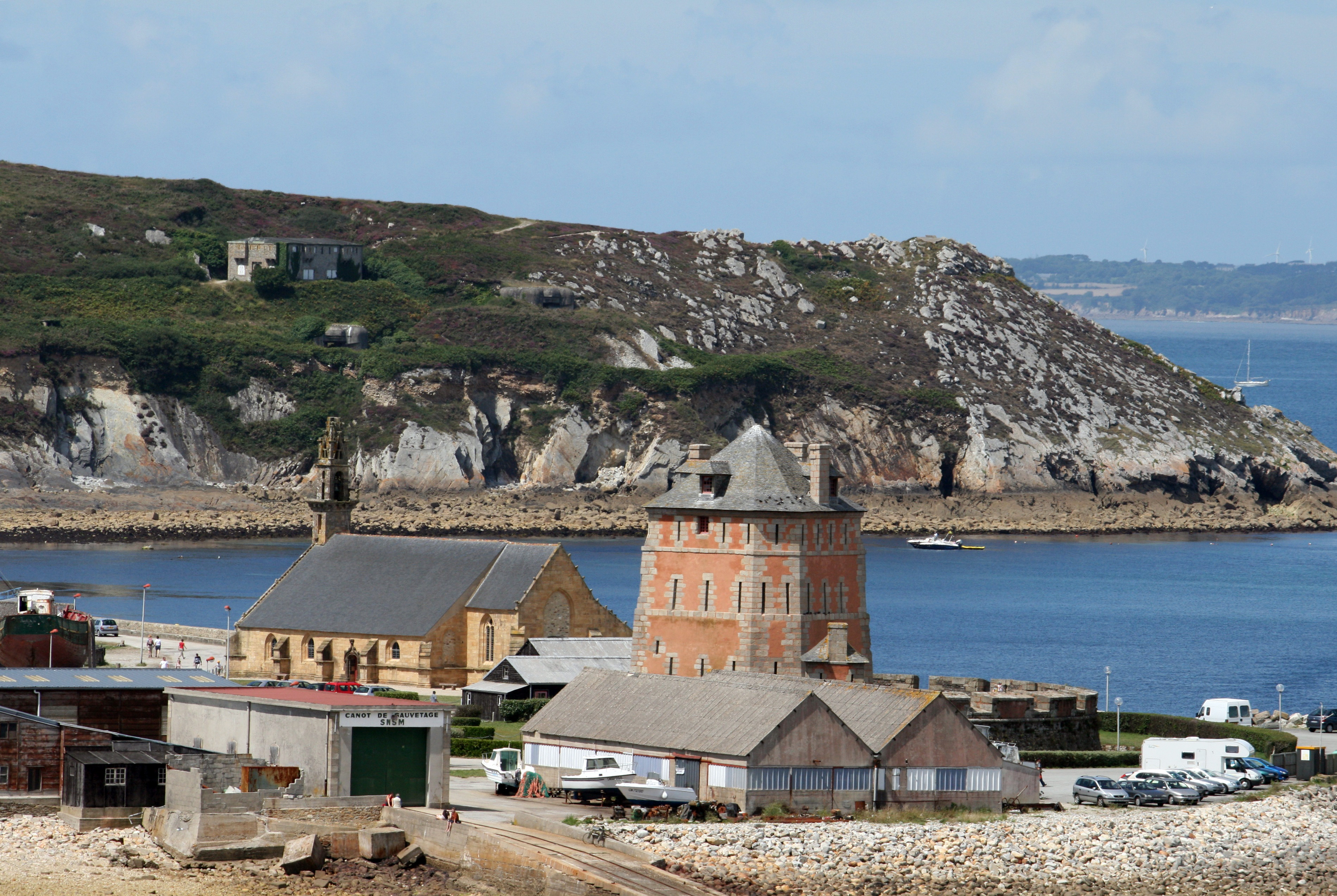
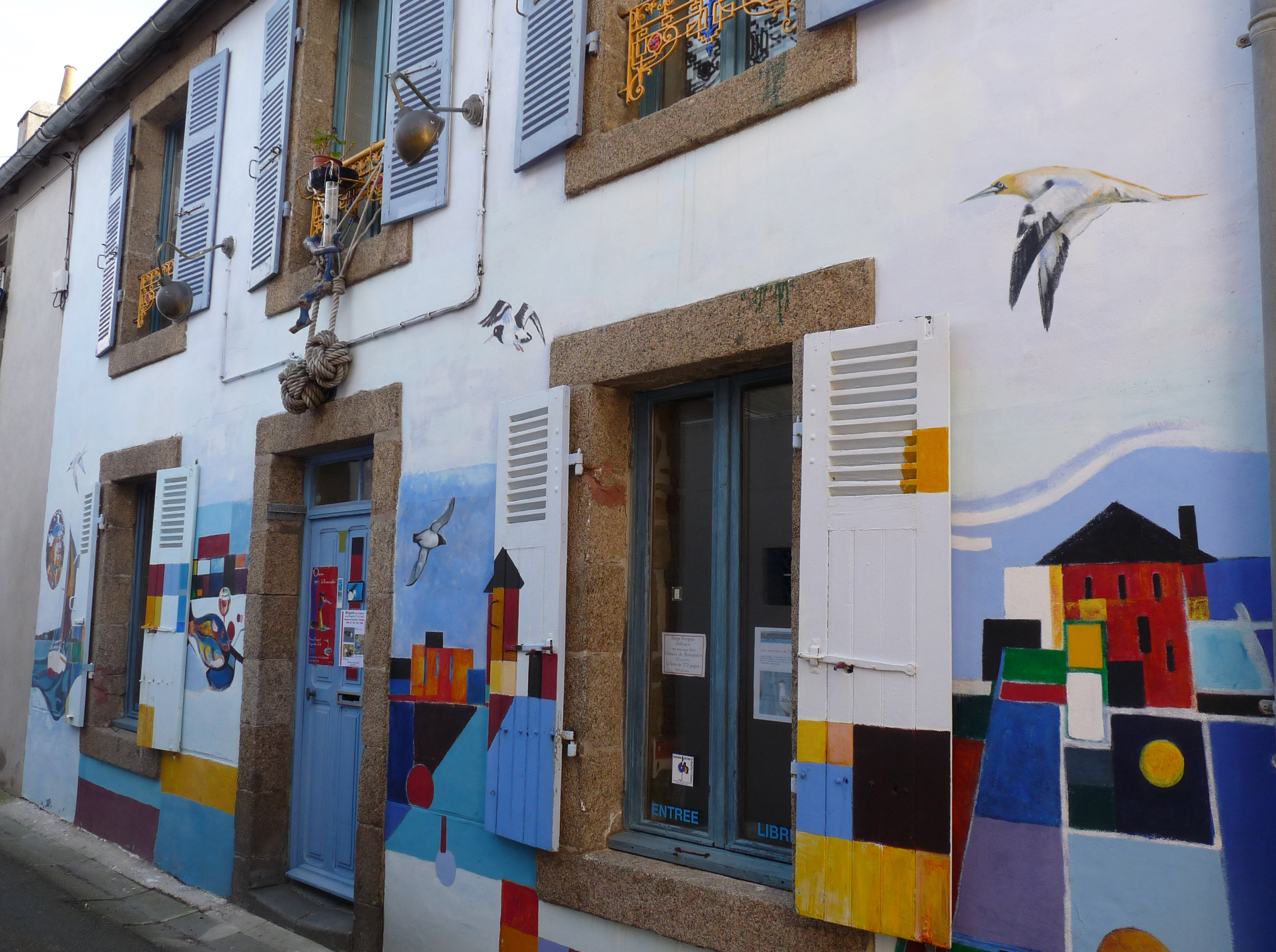
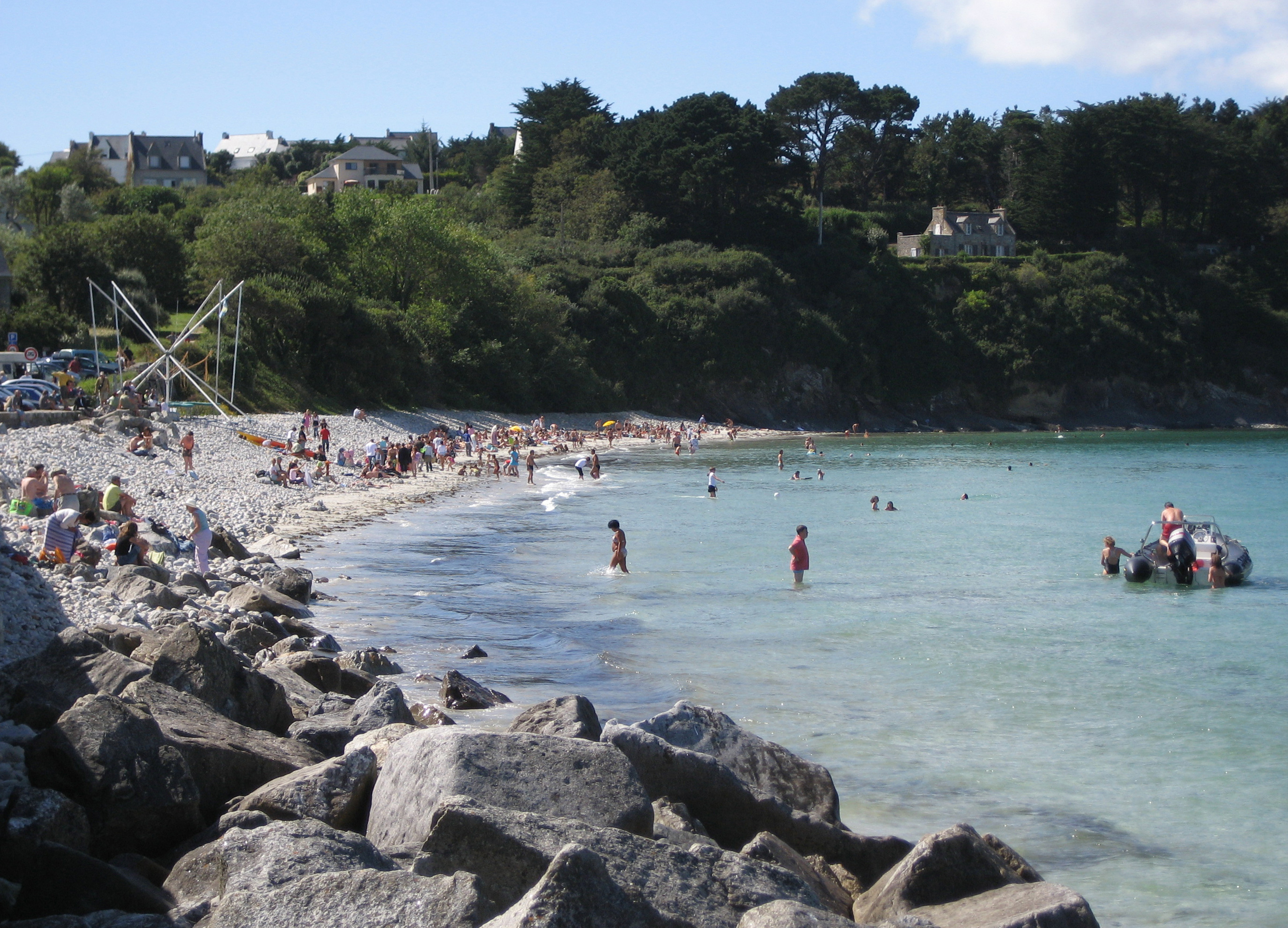
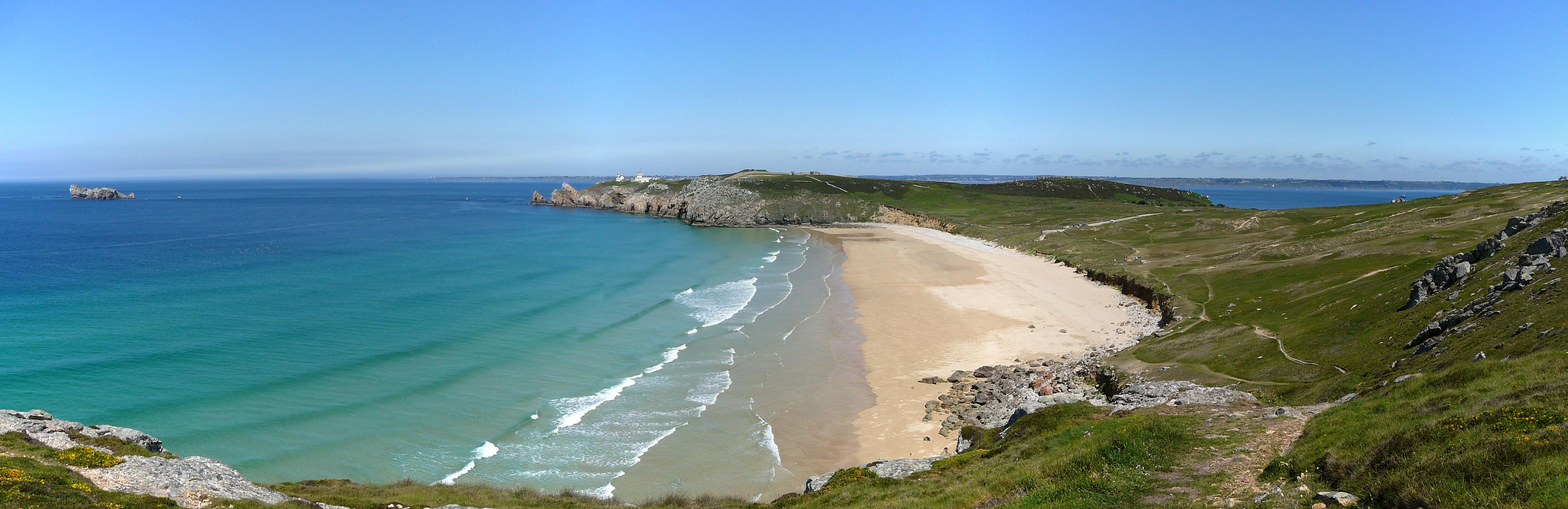
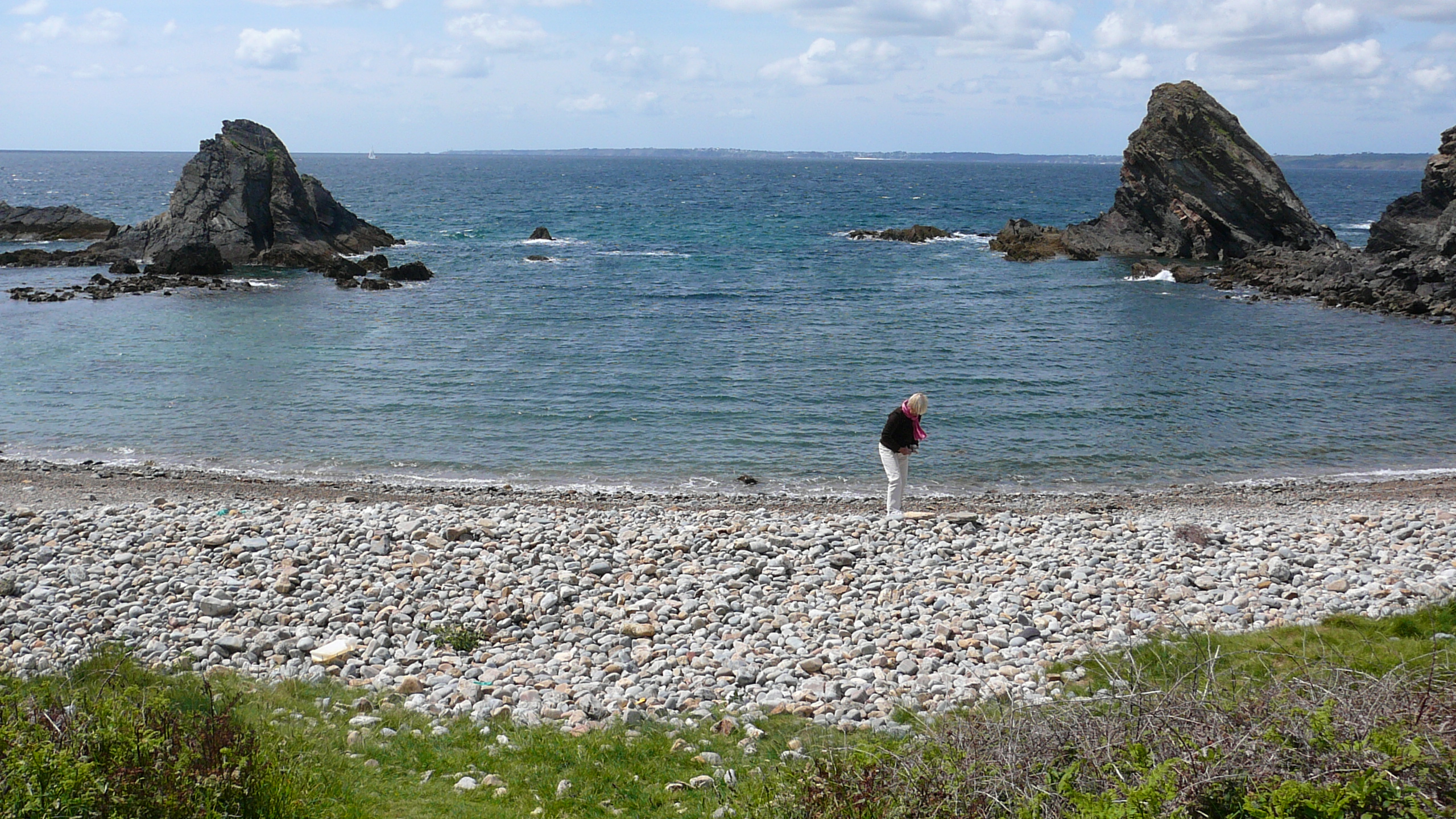
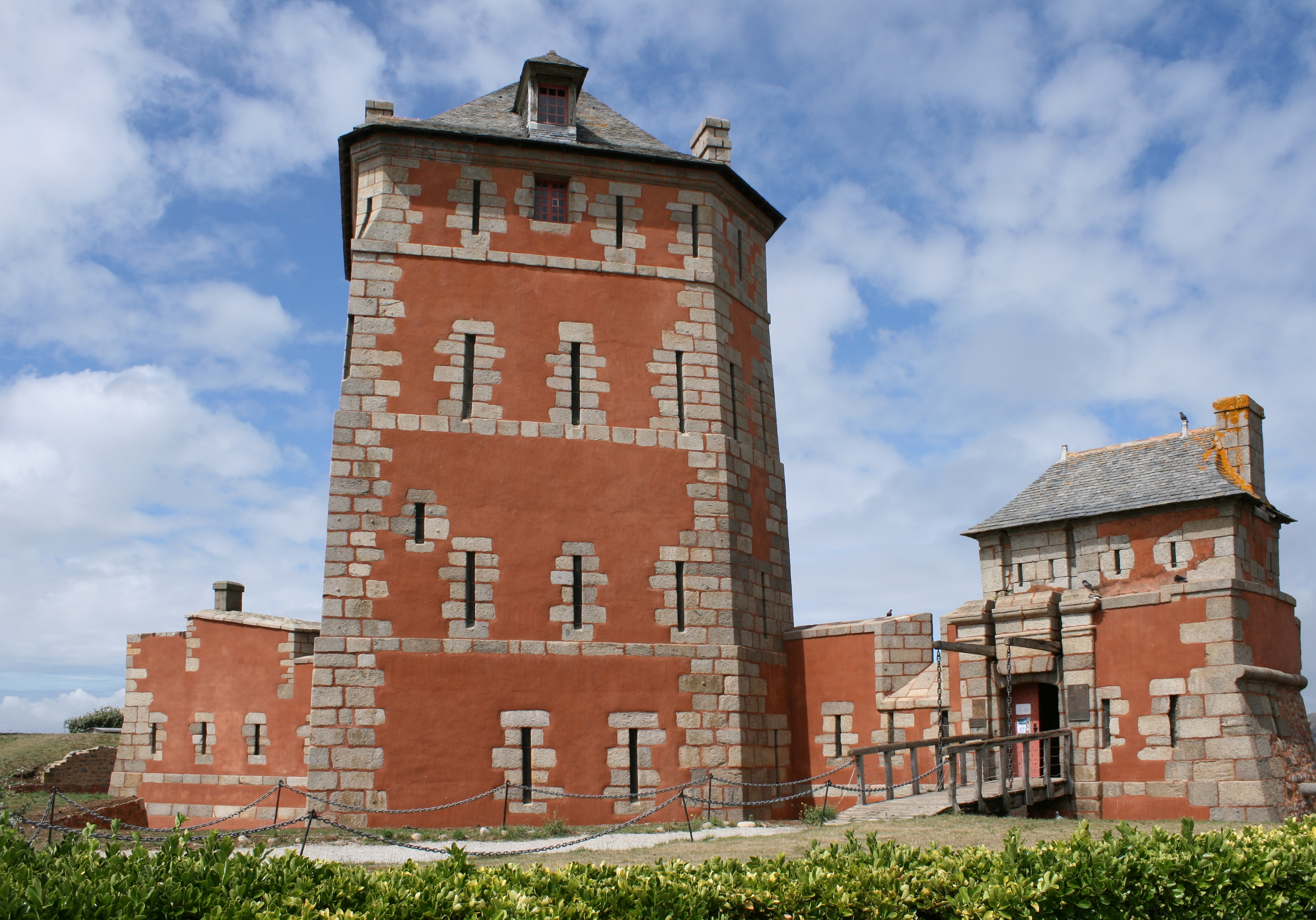
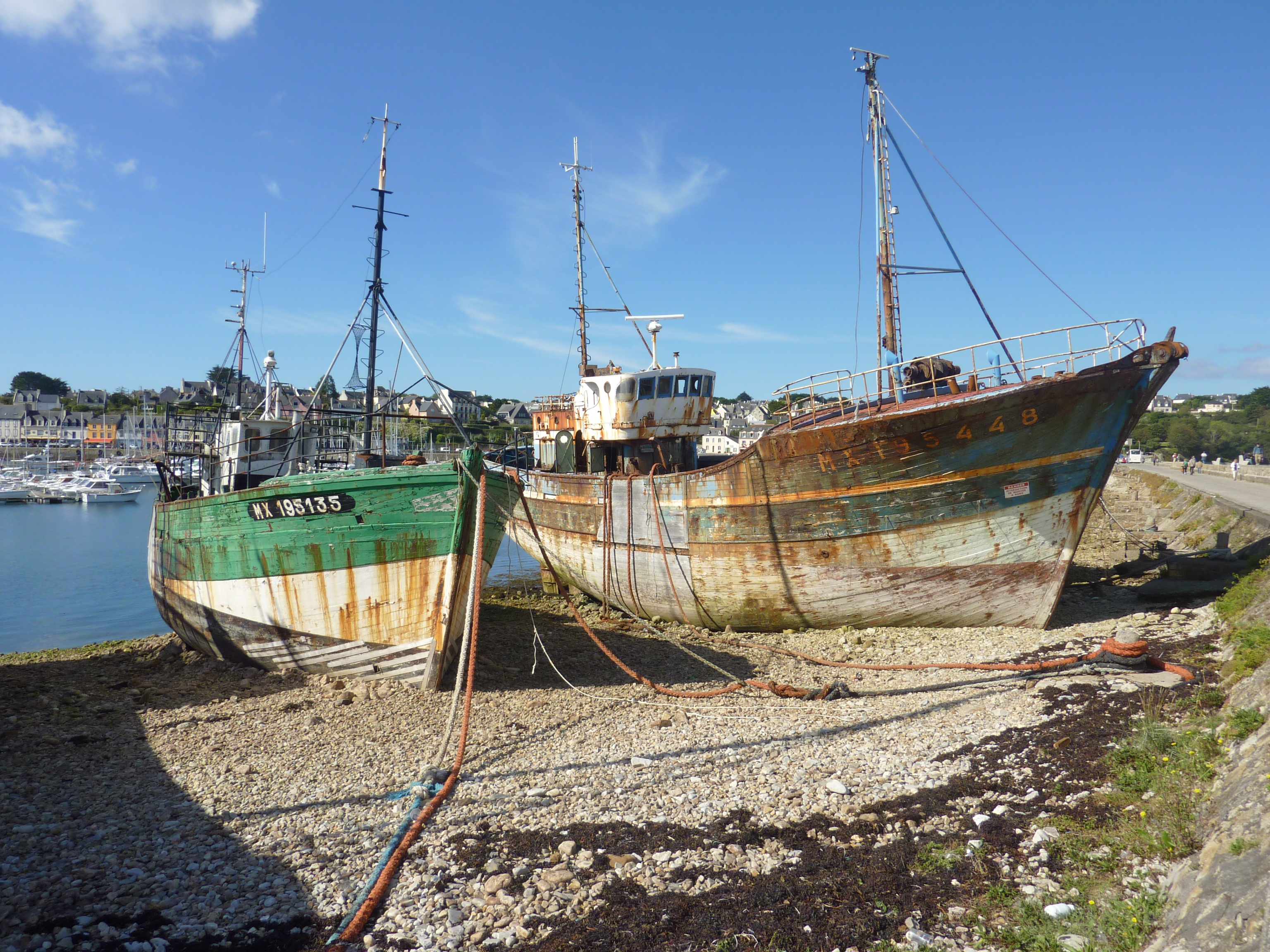
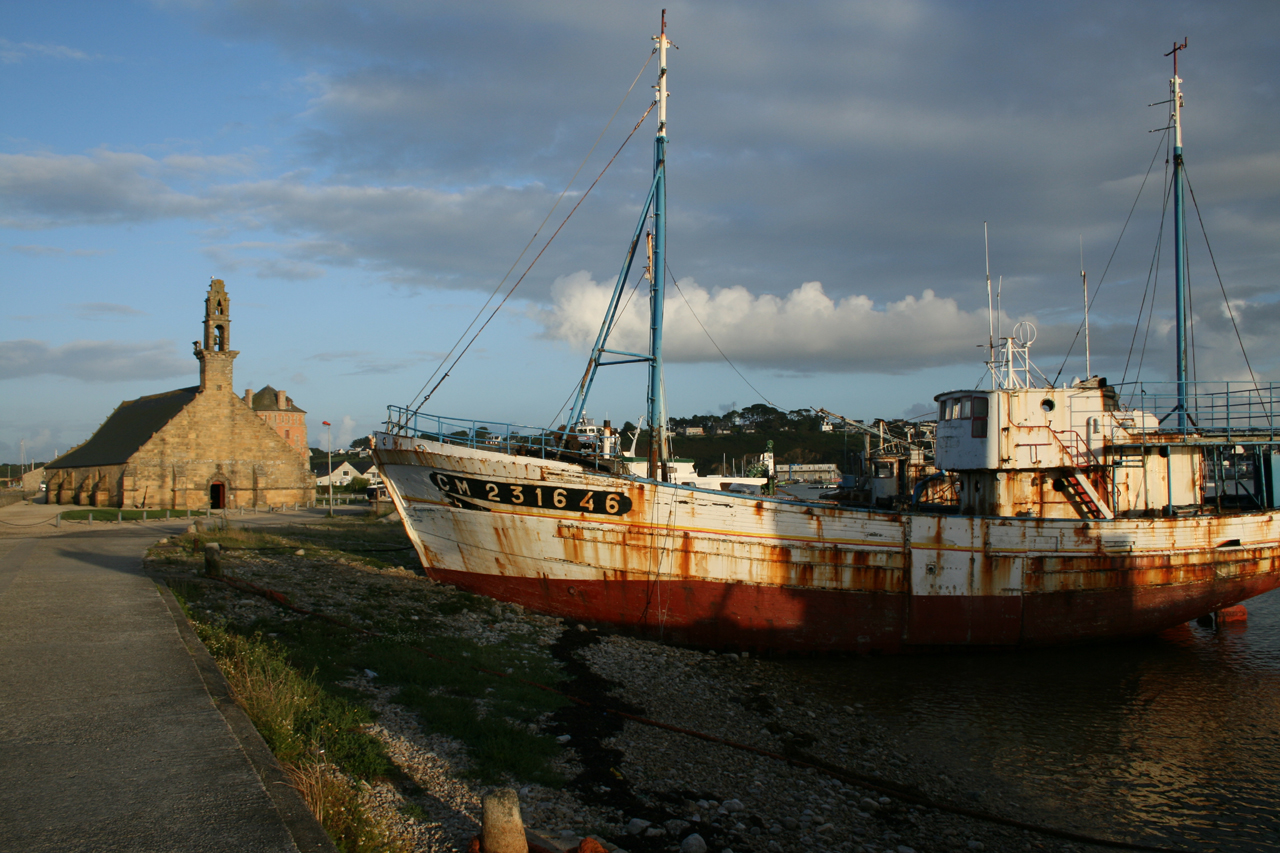
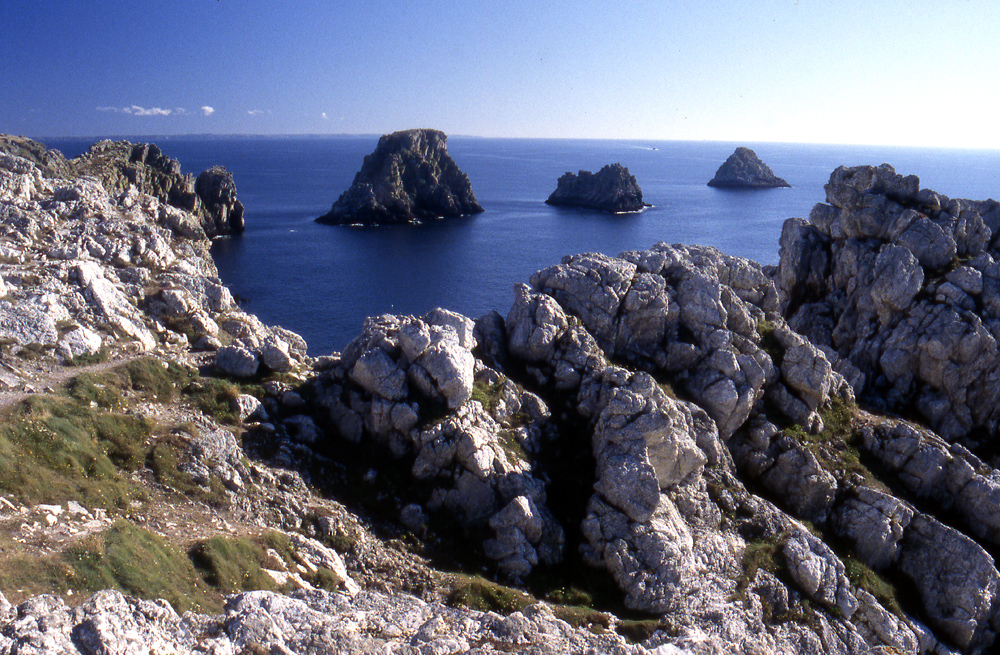